# Thromidia brycei
Thromidia brycei är en sjöstjärneart som beskrevs av Marsh 2009. Thromidia brycei ingår i släktet Thromidia och familjen Mithrodiidae. Inga underarter finns listade i Catalogue of Life.